# 46664
 (février 2025).
Si vous disposez d'ouvrages ou d'articles de référence ou si vous connaissez des sites web de qualité traitant du thème abordé ici, merci de compléter l'article en donnant les références utiles à sa vérifiabilité et en les liant à la section « Notes et références ».
46664 est le nom d'une série de concerts effectués au profit de la lutte contre le SIDA et joué en l'honneur de Nelson Mandela en Afrique du Sud de 2003 à 2008.

## Origine
46664 est le numéro de prisonnier que Nelson Mandela reçoit en entrant à Robben Island en 1964. Ce numéro de prisonnier change lorsqu'il est transféré en 1982, cependant ce numéro est préservé comme symbole. La Fondation Nelson-Mandela organise des concerts en faveur de la lutte contre le sida et ayant comme slogan : « Aids is no longer just a disease, it is a human rights issue. » (« Le sida n'est plus une simple maladie, c'est un enjeu des droits de l'Homme. »). Ce numéro est encore utilisé comme référence honorifique à l'ancien prisonnier Nelson Mandela, victime du système de l'apartheid. La Fondation Nelson-Mandela a choisi 46664.com pour l'adresse de son site internet. 

## 46664: Les concerts

### Le Cap en Afrique du sud
Le premier concert eu lieu le 29 novembre 2003 au Cap, en Afrique du Sud au "Green Point Stadium". Il fut organisé par Nelson Mandela et avait pour but de récolter des fonds pour que sa fondation puisse faire de la prévention et lutter contre l'augmentation du nombre de personnes séropositives au VIH en Afrique-du-Sud. C'est pour cela que ce premier concert portait le nom du concert 46664.
Les artistes suivants y participèrent :
- Beyoncé Knowles
- Bob Geldof
- Queen (Brian May et Roger Taylor)
- Dave Stewart
- Paul Oakenfold avec Shifty Shellshock
- Amampondo Drummers
- Baaba Maal
- Youssou N'Dour
- Yusuf Islam (anciennement connu sous le pseudonyme de Cat Stevens)
- Peter Gabriel
- Angélique Kidjo
- Bono et The Edge du groupe U2
- Abdel Wright
- Chris Thompson, Zoe Nicholas, Treana Morris
- Yvonne Chaka Chaka
- Bongo Maffin
- Johnny Clegg
- Jimmy Cliff
- The Corrs
- Ladysmith Black Mambazo
- Razorlight
- Eurythmics
- Danny K
- Watershed (en)
- Zucchero
- Ms Dynamite
- Andrew Bonsu
- Anastacia
- Soweto Gospel Choir

À la suite de ce concert, trois CD live et un DVD intitulés "46664: The Event" ont été commercialisés.

### George, en Afrique du Sud
Le 19 mars 2005, un autre concert 46664 "anniversaire" a eu lieu à George en Afrique-du-Sud avec des participants tels que Katie Melua, Annie Lennox, et Queen (avec Paul Rodgers). Will Smith fut le parrain de ce second concert.

### Madrid, en Espagne
Le premier concert 46664 en Europe a lieu du 29 avril au 1er mai 2005 à Madrid, en Espagne. Le concert est nommé "46664 Festival Madrid", avec des artistes principalement hispaniques, dont la liste est la suivante :
29 avril 2005 "Noche de Raices" ("La nuit des racines")
- Falete
- Diana Navarro
- José Mercé
- Queco
- La Tana
- Diego el Cigala
- Josemi Carmona
- Pepe Habichuela
- Pasión Vega
- Alberto Cortez
- Niña Pastori

30 avril 2005 "Noche de Pop" ("La nuit de la Pop")
- Taxi
- No se lo digas a Mamá
- Beatriz Luengo
- Fábula
- Modestia Aparte
- Sybel
- La sonrisa de Julia
- El Sueño de Morfeo
- El Canto del Loco
- Jarabe de Palo
- Mikel Erentxun
- Nacho García Vega
- Miguel Ríos
- Los Anónimos
- Danza Invisible
- Presuntos Implicados
- Loquillo y Trogloditas
- Iguana Tango
- Pereza
- Javier Gurruchaga

1er mai 2005 "Noche de Solistas" ("La nuit des solistes")
- Elena Bujedo
- Pedro Javier Hermosilla
- Carmen Paris
- Jorge Drexler
- Carlos Núñez
- Ismael Serrano
- Manolo García
- Sergio Dalma
- Zucchero

### Tromsø, en Norvège
Le 11 juin 2005 a été organisé le "46664 Arctic Concert" ("concert arctique 46664") à Tromsø, en Norvège.
La liste des artistes participants est la suivante :
- Anneli Drecker et Jane Kelly (NO)
- Adjagas et Lawra Somby
- Razorlight (GB)
- Un trio constitué pour l'occasion de :
  - Annie Lennox
  - Brian May
  - Sharon Corr
- Kaizers Orchestra (NO)
- Bongo Maffin (ZA)
- Samsaya
- Earth Affair (IS)
- Noora Noor (NO)
- Thomas Dybdahl (NO)
- Saybia (DK)
- Peter Gabriel
- Robert Plant (avec Strange Sensation)
- Mafikizolo (ZA)
- Madrugada (NO)
- Ane Brun (NO)
- Jivan Gasparyan
- Sami (choir)
- Johnny Clegg (GB/ZA)

On peut noter que le concert a duré plus de 5h sans interruption (de 19h00 le 11 juin jusqu'à 1h15 le lendemain).

### Johannesburg, en Afrique du Sud
À l'occasion de la journée mondiale contre le SIDA, le 1er décembre 2007, un nouveau concert a été organisé.
Ont participé à cet événement :
Peter Gabriel, Annie Lennox, Razorlight, Ludacris, Corinne Bailey Rae, Goo Goo Dolls, Jamelia, Live, Johnny Clegg, Louise Carver, Goldfish…

### Hyde Park-Londres
Ce concert est organisé le 27 juin 2008 à l'occasion des 90 ans de Nelson Mandela
La liste des participants est la suivante (dans l'ordre d'apparition) :
- Jivan Gasparyan Senior and Jr
- Will Smith et sa femme Jada Pinkett en maîtres de cérémonie
- Razorlight
- Intoo the Hoods
- Sipho Mabuse et the Soweto Gospel Choir
- participation de Quincy Jones
- Leona Lewis
- Zucchero et Jivan Gasparyan
- D'Gary et Suzanna Owiyo
- avec la participation de Lewis Hamilton
- Sugababes
- Will Smith se défonce sur le Prince de Bel-Air avec sa femme Jada Pinkett
- Annie Lennox accompagne le Children Of Agape Choir
- Peter Gabriel présente le prochain artiste
- Emmanuel Jal
- Spike Edney le chef d'orchestre de la soirée annonce Jamelia
- Jamelia
- Jamelia et Loyiso
- Vusi Mahlasela
- Geri Halliwell en présentatrice
- Johnny Clegg
- Johnny Clegg et Joan Baez
- Discours de Nelson Mandela
- Eddie Grant et Kurt Darren
- Eddie Grant
- Simple Minds
- Participation de Stephen Fry qui lance Brian May et Andrea Corr
- Andrea Corr et Brian May
- Amy Winehouse
- 9ice
- Bebe Cool
- Josh Groban
- Josh Groban et Vusi Mahlasela
- Amaral

Par Satellite Bono et The Edge interprètent Happy Birthday
et à la fin
- Queen+ Paul Rodgers
- Ensemble (tous les artistes) chantent 'Free Nelson Mandela' (Amy Winehouse au chant, Brian May à la guitare et Roger Taylor à la batterie …)

À noter au cours de ce spectacle, la présence de : june Sarpong en présentatrice, de Jammie Mosses à la guitare, de Danny Miranda à la basse et du Soweto Gospel Choir qui a accompagné de nombreaux participants. Réalisateur : David Mallet, producteurs Jim Beach Tim Masseu Robbie Williams, producteur artistique Spike Edney.
Ce concert a été retransmis en direct en France et en outre-mer par France Ô et Radio Ô de 19h30 à 23h00.